# Marcel Kerff
Marcel Kerff (Sint-Martens-Voeren, Limburg, 2 de juny de 1886 - Moelingen, 7 d'agost de 1914) va ser un ciclista belga de primers del segle xx. La seva única victòria coneguda és a les 48 hores d'Anvers, el 1900.
Poc després de la invasió de Bèlgica per part de l'exèrcit alemany, al començament de la Primera Guerra Mundial, fou detingut per soldats alemanys i penjat acusat d'espionatge el 7 d'agost de 1914. Un monument prop del lloc on va morir recorda tots els ciclistes belgues morts durant la Guerra.
Va córrer el Tour de França de 1903, que acabà sisè.